# Rombicosaedro
En geometría, el rombicosaedro es un poliedro uniforme estrellado, indexado como U56. Tiene 50 caras (30 cuadrados y 20 hexágonos), 120 aristas y 60 vértices. Su figura de vértice es un antiparalelogramo.

## Poliedros relacionados
Un rombicosaedro comparte su disposición de vértices con los compuestos uniformes de 10 o de 20 prismas triangulares. Además, comparte sus aristas con el rombidodecadodecaedro (con el que tiene las caras cuadradas en común) y el icosidodecadodecaedro (que tiene las caras hexagonales en común).
| Envolvente convexa | Rombidodecadodecaedro                  | Icosidodecadodecaedro                    |
| Rombicosaedro      | Compuesto de diez prismas triangulares | Compuesto de veinte prismas triangulares |

## Rombicosacrono
El rombicosacrono es un poliedro no convexo isoedral. Es el dual del rombicosaedro uniforme, con el índice U56. Tiene 50 vértices, 120 aristas y 60 caras con forma de cuadrilátero cruzado.